# Oleksandr Moissèienko
Oleksandr Oleksàndrovitx Moissèienko (en ucraïnès: Олександр Олександрович Моїсеєнко), nascut el 17 de maig de 1980, és un jugador d'escacs ucraïnès, que té el títol de Gran Mestre des de 2000.
A la llista d'Elo de la FIDE del gener de 2022, hi tenia un Elo de 2602 punts, cosa que en feia el jugador número 16 (en actiu) d'Ucraïna, i el 216è millor jugador del rànquing mundial. El seu màxim Elo va ser de 2726 punts, a la llista de setembre de 2011 (posició 21 al rànquing mundial).

## Biografia i resultats destacats en competició
Tot i que va néixer a Severomorsk, a la província de Murmansk, al nord-oest de Rússia, és de família ucraïnesa, i va anar a viure amb la seva família a Khàrkiv, Ucraïna, quan tenia nou anys. Va començar a destacar en el món dels escacs ja en edat juvenil.
Va participar representant Ucraïna a l'Olimpíada d'escacs de la joventut de 1995, com a segon tauler, en un equip en què també hi havia Oleksandr Kovtxan i Serhí Fedortxuk.
El 1996, Moiseenko va participar en el Campionat del món Sub-16 a Cala Galdana, on hi acabà en 9a posició, i hi obtingué el títol de Mestre Internacional. El 1998, fou 2n al Campionat d'Ucraïna juvenil, a Khàrkiv, amb 7/11 punts. El mateix any, empatà als llocs 2n-5è al Campionat d'Europa juvenil, amb una puntuació de 6.5/9.
El 1999, empatà als llocs 1r-5è al Campionat d'Ucraïna, a Alushta. A un torneig de Grans Mestres a Ucraïna el 1999, hi fou primer en solitari amb 10/13, guanyant-hi una norma de GM. Posteriorment el mateix any empatà als llocs 1r-2n a Oriol amb 8/11 punts. A Krasnodar 1999, hi guanyà amb 7.5/11. Aquesta sèrie d'excel·lents resultats li varen permetre d'obtenir el títol de Gran Mestre. El 2000, fou segon al Campionat d'Ucraïna júnior, a Khàrkiv, amb 7.5/11.
Moissèienko va puntuar 8.5/13 al Campionat d'Europa individual a Istanbul 2003, on hi quedà empatat als llocs 4t-11è, cosa que el va classificar per disputar el Campionat del món de la FIDE de 2004 a Trípoli.
Allà, hi derrotà Serguei Dolmàtov en primera ronda, per 1.5-0.5. A la segona ronda, derrotà Victor Bologan per 2.5-1.5, i fou finalment eliminat en tercera ronda per Vladímir Akopian per 0.5-1.5.
A finals de 2005, va participar en la Copa del món de 2005 a Khanti-Mansisk, un torneig classificatori per al cicle del Campionat del món de 2007, on tingué una actuació regular i fou eliminat en segona ronda per Loek van Wely.
El 2006 fou primer en solitari, amb 7,5 /9 al colossal obert d'escacs de Cappelle-la-Grande (624 participants, amb 112 GMs i 80 MIs), per davant, entre d'altres, de Vugar Gaixímov.
Moissèienko ho ha fet especialment bé en torneigs al Canadà en els darrers anys. El 2003, al torneig International Pro-Am de Guelph, hi empatà als llocs 3r-5è, amb 6.5/9 punts. També el 2003, guanyà el Chess'n Math Association Futurity de Toronto amb 8.5/10. Va guanyar el Canadian Open de 2003 a Kapuskasing amb 8/10. L'any següent, al mateix lloc, va defensar amb èxit el títol, empatat amb Dimitri Tyomkin, amb 8/10. Va guanyar el torneig internacional Pro-Am de Guelph de 2004 amb 7.5/9. Empatà als llocs 2n-3r al torneig internacional de Mont-real de 2004 amb 7/11. Al Canadian Open de 2005 a Edmonton, hi puntuà 7/10, acabant empatat als llocs 12-27è. El 2006 va guanyar l'obert de Quebec a Mont-real amb 8/9, i empatà als llocs 3r-9è al Canadian Open a Kitchener amb 6.5/9. El 2008, Moissèienko empatà al primer lloc, amb 6.5/9, amb Victor Mikhalevski, Eduardas Rozentalis, i Matthieu Cornette, al Canadian Open a Mont-real, i també va guanyar el torneig internacional d'Edmonton de 2008, amb 7/9, per davant de l'ex Campió dels EUA Alexander Shabalov i de Surya Sekar Ganguly. El 2008, va vèncer el fort Memorial Rubinstein a Polanica-Zdrój.
Guanya l'edició de 2009 de l'Aeroflot Open, empatat a punts amb Étienne Bacrot.
El juny de 2011 empatà als llocs 3r-4t a Kíev, al 80è Campionat d'Ucraïna (el campió fou Ruslan Ponomariov). També el 2011 al Campionat d'Europa absolut celebrat a Aix les Bains, hi empatà al primer lloc, amb 8,5/11 punts, amb Vladímir Potkin, Radosław Wojtaszek, i Judit Polgár, però fou quart per desempat. Entre l'agost i el setembre de 2011 participà en la Copa del món de 2011, a Khanti-Mansisk, un torneig del cicle classificatori pel Campionat del món de 2013, i hi tingué una actuació raonable; avançà fins a la tercera ronda, quan fou eliminat per David Navara (2-4).
El maig de 2013 es proclamà Campió d'Europa a Legnica, Polònia, per millor desempat, per damunt de Ievgueni Alekséiev.
L'agost de 2013 participà en la Copa del Món de 2013, on tingué una actuació regular, i arribà a la tercera ronda, on fou eliminat per Borís Guélfand ½-1½.
El juny de 2019, va empatar al 2n-3r lloc al Campionat Internacional d'escacs de Netanya juntament amb Tal Baron.

### Participació en competicions per equips
Moissèienko ha participat, representant Ucraïna, quatre cops a les Olimpíades d'escacs. Fou membre de l'equip ucraïnès que assolí la medalla d'or a la 36a Olimpíada, Calvià 2004, i també del que assolí la medalla d'or a la XXXIX Olimpíada, Khanty-Mansiysk 2010. També va participar en les edicions de 2003 i 2005 del Campionat d'Europa per equips, i al Campionat del món per equips de 2005 i de 2011.
- XXXV Olimpíada, Bled 2002, 2n suplent, 7/9 (+5 =4 −0);
- Plòvdiv 2003, Campionat d'Europa per equips, segon tauler, 5/8 (+3 =4 −1);
- XXXVI Olimpíada, Calvià 2004, quart tauler, 5/8 (+3 =4 −1), or per equips;
- Goteborg 2005, Campionat d'Europa per equips, tercer tauler, 6/8 (+5 =2 −1), bronze per taulers;
- Beersheva 2005 Campionat del món per equips, 1r suplent, 1.5/3 (+1 =1 −1);
- XXXVII Olimpíada, Torí 2006, 1r suplent, 4/6 (+4 =0 −2).
- XXXIX Olimpíada, Khanty-Mansiysk 2010, 1r suplent, 2.5/4 (+2 =1 -1), or per equips.
- Ningbo 2011 Campionat del món per equips, 4t tauler, 6/8 (+4 =4 −0), bronze per equips, or individual.